# Udo Adelsberger
Udo Adelsberger (* 7. Juni 1904 in Königsberg, Preußen; † 6. Januar 1992 in Neckargemünd) war ein deutscher Physiker und Erfinder. Gemeinsam mit Adolf Scheibe entwickelte er Quarzuhr in Deutschland, zudem entdeckten sie die Inkonstanz der Erdrotationsgeschwindigkeit.
Nach Abschluss der Oberrealschule in Königsberg studierte Udo Adelsberger Mathematik, Chemie und Physik an der Albertina in Königsberg und schloss mit Staatsexamen ab. Seine Frau war studierte Mathematikerin. Nach seiner Promotion bei Richard Gans trat Adelsberger 1927 in die Physikalisch-Technische Reichsanstalt (PTR) zu Berlin ein. 1931 wechselte er ins Hochfrequenz-Laboratorium der PTR unter Adolf Scheibe. Bei Errichtung der Physikalisch-Technischen Anstalt, Vorläufer der Physikalisch-Technischen Bundesanstalt (PTB) wurde er Leiter des Laboratoriums für Zeit- und Frequenzmessung. 1953 wurde Adelsberger Direktor der Unterabteilung IA und Amtsprofessor der PTB. Bis zum Ruhestand 1953 war er mit vielen internationalen Aufgaben betraut, u. a. Komitee zur Definition der Sekunde und wirkte auch im Apolloprogramm der NASA mit (u. a. Bestimmung des geeigneten Zeitschlitzes für den Wiedereintritt der Kapsel).

## Die PTR-Quarzuhren
Ab 1930 entwickelte Scheibe gemeinsam mit Udo Adelsberger die PTR-Quarzuhren. Nach längerem Probebetrieb wurde im Januar 1932 die »Quarzuhr I« (QI) in Dauerbetrieb genommen, im Februar folgte eine baugleiche QII. Der technische Aufbau bestand auf einer Stellfläche von zwei Labortischen aus
- innerer und äußerer Thermostat
- Steuerquarz (60 kHz, Quarzstab mit rechteckigem Querschnitt und vier diagonalen Anregungselektroden) in einem hochvakuierten Glasrohr
- 60 kHz Quarzgenerator als Steuersender in Pierce-Schaltung ohne zusätzlichen Gitterableitwiderstand
- zweistufiger 60 kHz Röhrenverstärker
- dreistufiger Frequenzteiler aus induktiv rückgekoppelten Röhrensendern (auf 10 kHz, 1 kHz, 333 Hz)
- über eine Koppelspule angetriebener Synchronmotor (5 Umdrehungen pro Sekunde) für die Betätigung des Zeitkontakts am Zeitgeber
- Schnellschreiber, der Zeitmarken auf Papier mit genau geregeltem Vorschub schreibt (eine ausmessbare Zeitmarke von 0,1 mm entspricht 0,001 s)

Im Juni 1933 gingen QIII und QIV in Betrieb. Sie waren in vielen Details verbessert, vor allem aber in der geringeren Abhängigkeit der Steuerquarze von der Umgebungstemperatur. Quarzstäbe größerer Masse mit quadratischem Querschnitt und drei kastenförmigen Anregungselektroden. Die Uhrengruppe wurde ab Herbst 1933 öffentliches Zeit- und Frequenzmaß.
Bereits im Frühjahr 1934 kam es zu erheblichen Gangänderungen gleichermaßen bei QI und QII. Im Juni 1934 trat eine gleichartige Gangänderung auch bei der völlig anders gebauten QIII auf. Scheibe und Adelsberger schockierten 1935 die damalige Fachwelt mit der Schlussfolgerung, nicht ihre Uhren gingen falsch, sondern die als Vergleich und bis dato als Zeitnormal verwendete astronomische Tageslänge sei inkonstant. Zurückzuführen sei dies darauf, dass sich wohl jahreszeitlich die Rotationsgeschwindigkeit der Erde verändere. 1938 trafen sie den Nachweis. Erst 1948 wurde die Behauptung von dritter Seite verifiziert. Die Erdrotation ist also nicht gleichförmig. Sie wird außerdem durch unterschiedliche Einflüsse (u. a. des Mondes) stetig verlangsamt. Von Zeit zu Zeit müssen alle Uhren entsprechend korrigiert werden. Als Zeitpunkt für die Ausgleichssekunde wird der Jahreswechsel gewählt. Natürliche Zeitsysteme wie die astronomische Tageslänge sind für die exakte Zeitmessung ungeeignet. Daraus folgert sich die heute gültige Festlegung, die Zeit nie aus Positionsbestimmungen abzuleiten, sondern umgekehrt, die Sekunde atomphysikalisch zu definieren und damit Positionen zu bestimmen.